# Чемпионат СССР по боксу 1989
Чемпионат СССР по боксу 1989 года (55-й по счёту) проходил 21 — 29 января 1989 года во Фрунзе (Киргизская ССР).

## Медалисты
| Весовая категория                   | Золото                          | Серебро                         | Бронза                                                 |
| ----------------------------------- | ------------------------------- | ------------------------------- | ------------------------------------------------------ |
| Первый наилегчайший вес (до 48 кг)  | Ншан Мунчян Ереван              | Александр Махмутов Электросталь | Шайбек Карагазиев Фрунзе Кенешбек Дюйшеев Фрунзе       |
| Второй наилегчайший вес (до 51 кг)  | Юрий Арбачаков РСФСР            | Есболат Нурманов Алма-Ата       | Марадек Жусупов Алма-Ата Артур Микаэлян Ереван         |
| Легчайший вес (до 54 кг)            | Тимофей Скрябин Кишинёв         | Фаат Гатин РСФСР                | Владислав Антонов Ленинград Сергей Уфимцев Челябинск   |
| Полулёгкий вес (до 57 кг)           | Сергей Артемьев Ленинград       | Айрат Хаматов Казань            | Юрий Александров Невинномысск Валентин Юнусов Алма-Ата |
| Лёгкий вес (до 60 кг)               | Константин Цзю Серов            | Орзубек Назаров Кант            | Марат Джакиев Алма-Ата Евгений Бурчак РСФСР            |
| Первый полусредний вес (до 63,5 кг) | Игорь Ружников Темиртау         | Александр Щербаков Москва       | Александр Банин Минск Василий Кириллов Ленинград       |
| Второй полусредний вес (до 67 кг)   | Владимир Ерещенко Воронеж       | Сергей Караваев Муром           | Сергей Скоромный Магадан Талгат Бердыбеков Алма-Ата    |
| Первый средний вес (до 71 кг)       | Исраел Акопкохян Ереван         | Манвел Аветисян Ереван          | Андрей Киселёв Москва Александр Лебзяк Магадан         |
| Второй средний вес (до 75 кг)       | Андрей Курнявка Фрунзе          | Станислав Смирнов Джезказган    | Ростислав Зауличный Львов Андрей Руденко Ленинград     |
| Полутяжёлый вес (до 81 кг)          | Эльдар Магометов РСФСР          | Сергей Кобозев Москва           | Юрий Ваулин Юрмала Хаким Матчанов Ташкент              |
| Тяжёлый вес (до 91 кг)              | Евгений Судаков Димитровград    | Виктор Акшонов Донецк           | Усман Арсалиев Грозный Серик Умирбеков Алма-Ата        |
| Супертяжёлый вес (свыше 91 кг)      | Александр Мирошниченко Кустанай | Андрей Аулов Хабаровск          | Вячеслав Яковлев Ленинград Сергей Кравченко Киев       |